# Theotima makua
Theotima makua är en spindelart som beskrevs av Willis J. Gertsch 1973. Theotima makua ingår i släktet Theotima och familjen Ochyroceratidae. Inga underarter finns listade i Catalogue of Life.